# 野田 (弘前市)
野田（のだ）は、青森県弘前市の地名。野田一丁目から野田二丁目まである。郵便番号は036-8045。

## 地理
土淵川南側、北大通り沿いで、宮川・田町同様住宅地を形成。町域の北部は田町、東部は和徳町、南部は茶畑町、西部は北横町に接する。

## 歴史
第二次大戦後から市営住宅が建設され、宅地化が進んだ地区である。

### 沿革
- 1983年（昭和58年） - 和徳町の一部から分離、野田一・二丁目になる。

## 世帯数と人口
2017年（平成29年）6月1日現在の世帯数と人口は以下の通りである。
| 丁目       | 世帯数  | 人口  |
| ---------- | ------- | ----- |
| 野田一丁目 | 215世帯 | 397人 |
| 野田二丁目 | 73世帯  | 144人 |
| 計         | 288世帯 | 541人 |

## 施設

### 教育
- 弘前すみれ保育園
- 市立和徳幼稚園

### 医療
- 津軽保健生活協同組合健生病院
- 総合保健センター
- 川村歯科医院
- 成田整体療術院
- 関整骨院
- ファルマ弘前調剤センター

### 福祉
- 地域活動支援センターぴあす

### 商業
- コープあおもり和徳店
- 保商

### 工業
- 小山田建設

## 小・中学校の学区
市立小・中学校に通う場合、学区は以下の通りとなる。
| 町丁       | 番・番地 | 小学校             | 中学校             |
| ---------- | -------- | ------------------ | ------------------ |
| 野田一丁目 | 全域     | 弘前市立和徳小学校 | 弘前市立第一中学校 |
| 野田二丁目 | 全域     | 弘前市立和徳小学校 | 弘前市立第一中学校 |

## 交通
- 弘南バス

市民生協前、保健センター（弘前駅 - 宮園団地線、他）停留所。